# Distretto di Baljuvon
Il distretto di Baljuvon (in tagico Ноҳияи Балҷувон; in persiano ناحیۀ بلجوان) si trova nella regione di Chatlon in Tagikistan. Ha come capoluogo Baljuvon e nel 2015 ospitava una popolazione di circa 27.000 abitanti.

## Suddivisioni amministrative
Il distretto si estende per circa 1300 km² ed è diviso in 5 çamoati 
| Çamoat          | Populazione (2015) |
| --------------- | ------------------ |
| Safar Amirshoev | 5,785              |
| Baljuvon        | 6,041              |
| Sayf Rahim      | 7,305              |
| Sarikhosor      | 5,894              |
| Tojikiston      | 5,474              |